# Peperomia urocarpa
Peperomia urocarpa är en pepparväxtart som beskrevs av Fisch. & Mey.. Peperomia urocarpa ingår i släktet peperomior, och familjen pepparväxter. Inga underarter finns listade i Catalogue of Life.